# Chikuzenni
Chikuzenni (筑前煮) est un plat originaire du nord du Kyūshū au Japon, fait à partir de poulet braisé et de légumes. Il est souvent mangé quand arrive la nouvelle année au Japon.

## Histoire et étymologie
Chikuzen-ni doit son nom à la province de Chikuzen, située dans l'actuelle préfecture de Fukuoka. Ce plat était originellement appelé game-ni (がめ煮) en référence à la phrase « Game kuri komu », qui signifie « collectionner », car la recette consiste à rassembler tous les ingrédients puis à les cuire ensemble.
Les soldats de l'armée japonaise basés en Corée durant l'invasion japonaise de la Corée, utilisaient aussi des tortues appelées dobugame (どぶがめ) à la place du poulet et appelaient le plat game-ni (がめ煮), où game est un diminutif pour dobugame.
Enfin, ni renvoie à nimono 煮物 qui désigne la nourriture bouillie. Ainsi "Chikuzen-ni" signifie "plat bouilli de Chikuzen".
Aujourd'hui, le poulet remplace la viande de tortue. D'après le ministère des Affaires intérieures et des Communications les principaux consommateurs de poulet et de racines de gobo sont les habitants de Fukuoka ; une explication de ce fait est la popularité du plat dans les foyers japonais.

## Recette et dégustation
Les morceaux de poulet sont tout d'abord sautés dans l'huile. Puis le dashi, additionné d'un bouillon parfumé aux shiitake et de mirin, est ajouté et on y met le poulet à bouillir. Des racines de taro, des shiitake, des gâteaux de konnyaku (yam cake), des racines de gobo, du renkon (rhizome de lotus) et des carottes sont ajoutés et cuits jusqu'à ce qu'ils soient tendres. 